# Pierre-Esprit Radisson

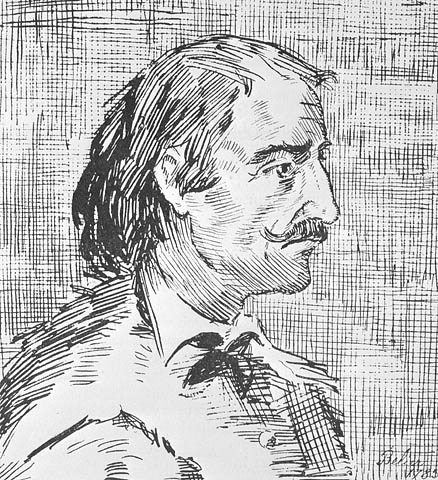
Pierre-Esprit Radisson

Pierre-Esprit Radisson (* um 1636, nach anderen Quellen 1640 wahrscheinlich in Avignon, Frankreich; † zwischen dem 17. Juni und 2. Juli 1710 in England) war ein französischer Entdecker, Waldläufer und Pelzhändler.

## Leben

### Jugend
1645 wanderten Pierre-Esprit Radissons aus Saint-Malo stammende Eltern mit ihren Kindern nach Neufrankreich aus. Sie erwarben eine kleine „Seigneurie“, eine von Pächtern bewirtschaftete Hofstelle bei Trois-Rivières. Schon nach einigen Jahren fielen die Eltern einer Epidemie zum Opfer. Pierre Radissons neun Jahre ältere, in Trois-Rivières verheiratete Halbschwester Marguerite Hayet und deren Familie nahmen ihn auf.
Als 15-Jähriger wurde Pierre Radisson bei einem Jagdausflug von Mohawks überfallen und gefangen genommen. Eine Mohawk-Familie adoptierte ihn und gab ihm den Namen „Orimha“ („Stein“). Von ihnen erlernte er ihre Sprache und wurde mit ihrer Lebensweise vertraut. Nach einem zweijährigen Aufenthalt bei den Irokesen flüchtete er nach Nieuw Nederland, in die niederländische Kolonie Fort Orange im oberen Hudsontal. Über Nieuw Amsterdam (heute: New York City), Amsterdam und Saint-Malo kehrte er nach Neufrankreich zurück.

### Handels- und Entdeckungsreisen in den Westen und zur Hudson Bay
1657 begleitete Radisson eine Missionsreise des französischen Jesuiten und Missionars Paul Ragueneau nach Sainte-Marie-de-Gannentaa (= Onondaga) unweit des heutigen Syracuse (im US-Bundesstaat New York), wo europäische Siedler nach einem Friedensschluss im Gebiet der Irokesen lebten. Als diese die Eindringlinge wieder loswerden wollten und die Europäer befürchteten, bei ihrer Flucht angegriffen zu werden, griff Radisson, der mit der Denkweise der Irokesen vertraut war, zu einer List: Aufgrund eines vorgeblichen Traumes luden die Europäer ihre irokesischen Nachbarn zu einem ausgiebigen Gelage, bei dem die Gastgeber ihre Gäste vermutlich betäubten und während ihres Schlafes unbemerkt fliehen konnten.
Gemeinsam mit seinem Schwager Médard Chouart Sieur des Groseilliers reiste Radisson später zu den Pelzhändlerregionen am Michigansee und Oberen See, um eine schiffbare Verbindung zwischen den nordamerikanischen, großen Seen und der Hudson Bay zu suchen. Vor ihrem Aufbruch hatte der Gouverneur darauf bestanden, dass einer seiner Leute die beiden begleiten sollte, doch den beiden gelang die unbemerkte Abreise von Trois-Rivières. Sie verbrachten einen strengen Winter mit starken Schneefällen zusammen mit Huronen- und Ottawa-Flüchtlingen und kamen vermutlich als erste Weiße mit Sioux-Indianern in Kontakt. Sie nahmen 1659/1660 am großen Todesfest gemeinsam mit 18 indigenen Nationen teil, über das Radisson später einen eindrucksvollen Bericht abgab, in dem er die Sitten und Gebräuche wiedergab. Dabei dürften die beiden Franzosen erstmals über das Bibergebiet an der Hudson Bay erfahren haben. Bei ihrer Rückkehr entdeckten sie die Leichen der Gruppe um Adam Dollard, die vermutlich von Irokesen ermordet worden waren. Da Radisson und des Groseilliers jedoch keine Lizenz zum Pelzhandel besaßen und alle Westexpeditionen der Genehmigung des Gouverneurs bedurften, beschlagnahmte Gouverneur Pierre Voyer d’Argenson bei ihrer Rückkehr 1660 in Neufrankreich ihre Felle und belegte sie mit einer hohen Geldstrafe.
Diese Reise befähigte Radisson und des Groseilliers jedoch, den „Salzsee“ (die Hudson Bay) zu entdecken, von dem die Einheimischen sprachen. Vergeblich bemühten sie sich, eine Handelskompanie zu gründen, erhielten jedoch in Neufrankreich keinerlei Unterstützung. So reisten sie über Nieuw Amsterdam nach Boston, um die Behörden von Neuengland für ihr Vorhaben zu interessieren. Zwei Jahre bemühten sie sich vergeblich um eine Schiffsreise zur Hudson Bay. Schließlich trafen sie 1664 George Cartwright, einen englischen Offizier, der als „Commissioner“ die britische Krone in Boston vertrat. Diesen überzeugten die Pläne der beiden, wie das Gebiet der Hudson Bay für den Pelzhandel erschlossen werden könnte. Er nahm sie mit nach England, um sie am Hofe König Charles II. einzuführen. Dabei gerieten die beiden Franzosen in den Zweiten Englisch-Niederländischen Krieg. Ihr Schiff wurde geplündert, ihre Aufzeichnungen gingen verloren. Die Niederländer verschleppten die Passagiere und die Besatzung nach Spanien, um sie in die Sklaverei zu verkaufen. Der britische Gesandte in Madrid erreichte durch Lösegeld die Freilassung von Radisson und des Groseilliers. Im Mai 1666 kamen sie in London an und wurden Zeugen der Großen Pest von London und des vernichtenden Großen Brandes von London.

### Im Dienste der Hudson’s Bay Company
Einen einflussreichen und energischen Förderer ihrer Pläne fanden Radisson und des Groseilliers in Prinz Ruprecht von der Pfalz, Duke of Cumberland. Dieser charterte im Juni 1668 die beiden Handelsschiffe Eaglet und Nonsuch und beauftragte Radisson und des Groseilliers, damit von Norden her die Hudson Bay zu erkunden. Diese neue, kürzere Route umging die von den Franzosen kontrollierte Passage des Sankt-Lorenz-Stroms, die – wenn auch später im Jahr – ebenso vereiste wie die Hudson Bay. Nur die Nonsuch mit des Groseilliers an Bord gelangte in die Bay, während die Eaglet, die durch einen Sturm beschädigt worden war, mit Radisson nach England zurückkehrte. An der Mündung des Rupert River wurde Fort Rupert gegründet. Letztlich war die Mission insgesamt erfolgreich und man kehrte mit zahlreichen Biber- und anderen Fellen zurück. Am 2. Mai 1670 gewährte der englische König Charles II. seinem Vetter Prinz Rupert gemeinsam mit 17 Investoren das Privileg zur Gründung der Honorable Company of Adventurers of England Trading in Hudson’s Bay, besser bekannt als Hudson’s Bay Company (HBC). Die HBC besaß zwar eigentlich nur das Privileg zum Fellhandel in allen in die Hudson Bay mündenden Gewässern und angrenzenden Territorien. Dieses riesige nordamerikanische Territorium, genannt Ruperts Land, wurde jedoch von der HBC bald wie von einer Regierung systematisch verwaltet: Die HBC kontrollierte, wer für sie als Trapper in die Region gelangte, versorgte diese mit günstiger Ausrüstung, Kleidung, Pferden und Waffen, verpflichtete auf den exklusiven Verkauf von Pelzen an die englische HBC, verhinderte faktisch die Besiedlung in ihrem Einflussgebiet und zeigte – anders als die spanische und französische Kolonisierung – keinerlei Interesse an der Missionierung der indigenen Bevölkerung.
In der Folgezeit pendelten abwechselnd Radisson und des Groseilliers zwischen Kanada und England, wobei immer einer der beiden in Kanada blieb. Die Reisen werden als ertragreich geschildert. Die maßgeblich von den beiden Franzosen initiierten englischen Aktivitäten im zentralen Nordamerika waren der französischen Kolonialverwaltung nicht verborgen geblieben. Hatte sie zuvor von Montreal den Pelzhandel weitgehend kontrolliert, sah sie sich nun der wachsenden englischen Konkurrenz ausgesetzt. Expeditionen unter der Leitung von Robert Cavelier de La Salle und Daumont de Saint-Lusson, später unter der Leitung von Paul Denys de Saint-Simon und dem Jesuiten Charles Albanel wurden in das von der HBC beanspruchte, riesige Territorium entsandt. Anlässlich einer Reise nach London 1675 wurden Radisson und des Groseilliers, die mit ihrer Behandlung durch die neue Handelskompanie unzufrieden waren, von dem inzwischen in England gefangenen französischen Jesuiten Albanel überzeugt, nach Frankreich zurückzukehren.

### Reisen in französischen und britischen Diensten
Radisson kehrte kurz darauf nach Frankreich zurück, wurde jedoch von Minister Jean-Baptiste Colbert postwendend nach Kanada zu Konsultationen mit dem französischen Gouverneur gesandt. Der Gouverneur Louis de Buade war gegenüber Radisson und des Groseilliers misstrauisch, da er seinem eigenen Protegé de La Salle alle Möglichkeiten offen lassen wollte. Er empfing die beiden eisig und entließ des Groseilliers zu seiner Familie in Trois-Rivières, während Radisson in die französische Kriegsmarine eintrat. Er erreichte Frankreich zu einem Zeitpunkt großer Arbeitslosigkeit und fand die Unterstützung von Abbé Claude Bernou, dem Anwalt de La Salles. Seine erste Seereise 1677/1678 als französischer Seekadett führte ihn unter dem Kommando von Vizeadmiral Jean II. d’Estrées zu den niederländischen Kolonien in Afrika und der Karibik, die, nach anfänglichen Erfolgen, an verborgenen Riffs in der Karibik desaströs endete. Nur Radisson konnte sein Leben retten und kehrte mittellos nach Frankreich zurück, wo er zwar eine Entschädigung, nicht jedoch die ihm versprochene Position in der Marine erhielt. Colbert begründete dies damit, dass Radisson seine Ehefrau nicht nach Frankreich mitgebracht habe.
Radisson hatte irgendwann zwischen 1665 und 1675 die in England lebende Tochter von Sir John Kirke von der HBC geheiratet, ihr Vorname ist bis heute nicht bekannt. Um sie von der Übersiedlung nach Frankreich zu überzeugen, ging Radisson nach England, doch war ihr Vater strikt gegen den Umzug. Radisson zog entmutigende Erkundigungen ein, unter welchen Bedingungen seine Rückkehr zur HBC akzeptiert würde.
Als sich ihm 1681 durch die Reise des französischen Pelzhändlers Charles Aubert de La Chesnaye scheinbar eine neue Chance auftat, ergriff er diese Möglichkeit. La Chesnaye sollte für die Compagnie du Nord mit Billigung Colberts Pelze in der strittigen Region beschaffen. Wegen der zeitweilig – offiziell – freundlichen Beziehungen zwischen der französischen und der britischen Krone durfte Colbert seine Unterstützung allerdings nicht öffentlich machen. In Neufrankreich angekommen, verweigerte Gouverneur Louis de Buade den beiden jedoch die Lizenz. Ein Wettlauf um konkurrierende Ansprüche auf Handelsforts am Nelson River führte schließlich dazu, dass Radisson und des Groseilliers Fort Bourbon am Hayes River für die Compagnie du Nord gründeten. Radisson nahm 1682 an der Schlacht teil, die die Hudson Bay für Frankreich erobern sollte.
Von seinen Landsleuten wiederholt frustriert, die den Briten das von ihm gekaperte Schiff Bachelors Delight zurückgaben, ohne ihm das versprochene Prisengeld zu zahlen, kehrte er 1684 in die Dienste der HBC zurück und führte Expeditionen gegen die Franzosen in der Bay. Insbesondere zwang er seinen Neffen, Jean-Baptiste des Groseilliers, Fort Bourbon an die HBC zurückzugeben. Von 1685 bis 1687 leitete er den Handel in Fort Nelson am Nelson River.

### Die letzten Jahrzehnte

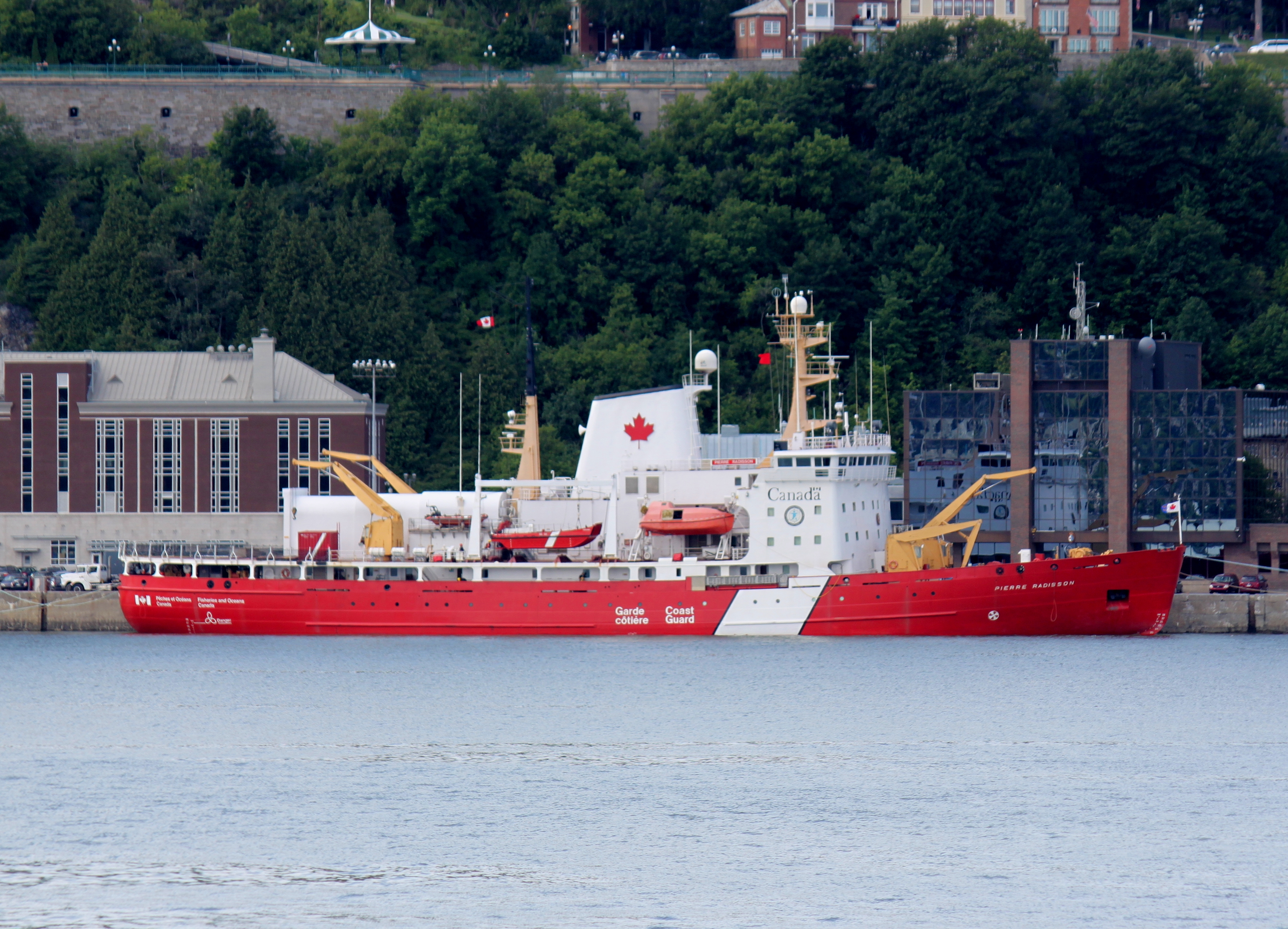
Die nach Radisson benannte CCGS Pierre Radisson der Kanadischen Küstenwache

Am 3. März 1685 heiratete Radisson ein zweites Mal, vermutlich, weil seine erste Ehefrau inzwischen gestorben war. Seine zweite Frau war Margaret Charlotte Godet, die Tochter des französischen Protestanten Gédéon Godet. Godet war Jurist des Parlement von Paris, danach Angestellter des am Hofe Louis XIV. residierenden englischen Sondergesandten Lord Preston. Infolge des Edikts von Fontainebleau sah sich Godet gezwungen, über den Ärmelkanal zu fliehen. Sein Schwiegersohn Radisson begleitete Godet.
1687 erwarb Radisson die englische Staatsbürgerschaft und ließ sich in England nieder, um Berichte über seine Reisen zu verfassen. Weil die HBC ihn anfangs um die vereinbarte Pension von jährlich £ 100 bringen wollte, musste er einen jahrelangen Rechtsstreit anstrengen, worüber seine zweite Gattin starb, die ihn mit vier Kindern zurückließ. Radisson heiratete ein drittes Mal. Seine Ehefrau Elizabeth gebar ihm drei Töchter. Gegen eine kleine Pension und Dividende der HBC zog er sich zurück und starb 1710 fast in Armut. Sein genaues Sterbedatum und der Ort sind nicht bekannt, doch es muss zwischen dem 17. Juni und 2. Juli 1710 liegen. Seine dritte Ehefrau starb am 2. Januar 1732 in extremer Armut.

## Rezeption
Pierre Radisson ist neben der Pierre-Radisson-Klasse im Schiffbau Namensgeber der Städte Radisson in Québec und Radisson in Wisconsin. Auch die 1909 in Minneapolis gegründete, später skandinavische Hotel-Gruppe Radisson SAS wurde nach ihm benannt (jetzt Radisson Blu).
Hans-Otto Meissner schilderte 1966 anhand der überlieferten Reiseberichte Radissons den ersten Teil seiner Lebensgeschichte (bis zum Beginn seiner Tätigkeit für die Hudson’s Bay Company), insbesondere dessen Entdeckungsreisen. Der österreichische Schriftsteller Franz Xaver Weiser erzählte das Leben Radissons in drei Jugendromanen nach, in Orimha, der Irokese (1969), Orimha, der Waldläufer (1970) und Orimha bei den Sioux (1973).

## Schriften (Reiseberichte) und deren Editionen
- Relation du voyage fait par le Sieur Pierre Esprit Radisson au nort de Canada pour la Compagnie Royalle de la Baye de Hudson en l’année 1684. Manuskript in der British Library, MSS Sloane 3527.
- Voyages of Peter Esprit Radisson, being an account of his travels and experiences among the North American Indians, from 1652 to 1684. Transcribed from original manuscripts in the Bodleian Library and the British Museum, herausgegeben von Gideon Delaplaine Scull (= The publications of the Prince Society, Band 16). Prince Society, Boston 1885.
- Radisson’s account of his third journey, 1658–1660 (1654–1656?). In: Louise Phelps Kellogg (Hrsg.): Early narratives of the Northwest, 1634–1699. C. Scribner’s, New York 1917.
- The Explorations of Pierre Esprit Radisson. From the original manuscript in the Bodleian Library and the British Museum, herausgegeben von Arthur T. Adams. Ross & Haines, Minneapolis 1961.
- Pierre Radisson’s personal account of his voyages to North America in 1682–3 and 1684, Hg. William James Noxon. Canadiana House, Toronto 1974.
- Journal, 1682–1683. Les débuts de la Nouvelle France. Vorwort Hector Grenon. Stanké, Montréal 1979, ISBN 2-7604-0032-8.
- Voyage chez les Onnontagués, Hg.Aurélien Boisvert. Éditions 101, Montréal 1998, ISBN 2-9802726-5-5.
- Les aventures extraordinaires d’un coureur des bois. Récits de voyages au pays des Indiens d’Amérique, Hg. Berthe Fouchier-Axelsen. Éditions Nota bene, Québec 1999, ISBN 2-89518-029-6.
- The collected writings. Hg. Germaine Warkentin (= The publications of the Champlain Society, 73 und 75). McGill-Queen’s University Press, Montréal

1. The voyages. 2012, ISBN 978-0-7735-4082-8.
2. The Port Nelson relations, miscellaneous writings, and related documents. 2014, ISBN 978-0-7735-4438-3.[19]

## Werke
- Voyages of Peter Esprit Radisson bei Project Gutenberg (in Englisch)